# Vehemence
Vehemence é uma banda de death metal do Arizona, Estados Unidos.

## Integrantes
- Nathan Gearhart
- Mark Kozuback
- Bjorn Dannov
- John Chavez
- Andy Schroeder

### Ex-integrantes
- Scott Wiegand - guitarra
- Jason Keesecker - teclado

## Discografia
- The Thoughts from Which I Hide (1999)
- God Was Created (2002)
- Helping the World to See (2004)
- "Forward Without Forward"(2015)